# Qbuzz
Qbuzz è una società dei Paesi Bassi che offre servizi di Trasporto pubblico nelle città di Utrecht, Drenthe e Groninga.
Fondata nel 2008, è stata sussidiaria di Abellio (gruppo NS) tra il 2013 e il 2017 e di Busitalia - Sita Nord (gruppo FS) dal 2017.

## Storia
È stata fondata nell'aprile 2008 da Rob van Holten e Leon Struijk , ex dirigenti di Connexxion.
Le ferrovie olandesi NS acquisirono il 49% delle quote di Qbuzz, gli altri operatori pubblici del trasporto regionale riscontrarono una concorrenza sleale in quanto la società così potrebbe aver avuto indirettamente aiuti dallo stato, i giudici tuttavia si pronunciarono a favore di Qbuzz i vari casi giudiziari.
All'inizio del 2008, Qbuzz ha annunciato che avrebbe voluto avere un quarto del mercato olandese degli autobus dopo otto anni di attività.
Nel luglio 2012 è stato annunciato che le ferrovie olandesi avrebbero dovuto acquisire il restante 51% delle quote di Qbuzz. NS intendeva fondere la società in futuro con la società di trasporti inglese Abellio, anch'essa parte di NS. Con questa campagna, NS voleva sviluppare una forte filiale che si concentrava sul trasporto via autobus e ferrovia nei Paesi Bassi e nel resto d'Europa. Nel marzo 2013, le ferrovie olandesi (NS) hanno presentato il piano di acquisizione al comitato aziendale e l'acquisizione è stata completata il 29 aprile 2013.
Rob van Holten ha successivamente ricevuto una posizione in HTM Personenvervoer NV. Leon Struijk è rimasto il direttore di Qbuzz fino al 1 ° febbraio 2015 e successivamente è stato sostituito da Annemarie Zuidberg, che era stato direttore regionale delle concessioni del Nord sin dalla fondazione dell'azienda. Zuidberg divenne anche direttore di Abellio Paesi Bassi .
Il 1 ° settembre 2015, Jan Kouwenhoven è stato nominato direttore e Gerrit Spijksma come CFO della società con il compito di riparare l'immagine danneggiata di Qbuzz, dopo che Qbuzz / Abellio aveva commesso una frode negli appalti del trasporto pubblico a Limburgo,

## Vendita societaria
Nell'agosto 2015 è arrivata la notizia che Qbuzz potrebbe essere venduta alle ferrovie francesi SNCF.  Le ferrovie olandesi volevano cedere la società in cambio di quote della linea ad alta velocità Thalys . Si dice che la vendita sia una conseguenza diretta dello scandalo degli appalti nel Limburgo.  La vendita è stata annullata, ma nel luglio 2017 è stato annunciato che le ferrovie olandesi (previo consenso dell'Autorità olandese per i consumatori e i mercati) avevano trovato un nuovo proprietario per Qbuzz. Busitalia - Sita Nord ha firmato l'accordo di acquisto della società il 13 luglio 2017 . La società è una subholding operativa del Gruppo Ferrovie dello Stato Italiane, gruppo industriale attivo nel trasporto pubblico in diversi paesi.

## Informazioni di viaggio
L'azienda offre al viaggiatore varie opzioni per essere informato sugli attuali orari di partenza, di ritardi e interruzioni del servizio. Oltre alle informazioni sulle fermate degli autobus, all'interno degli autobus e sui sistemi di informazione al pubblico , tutti gli autobus sono dotati di chiamata automatica di arresto e uno o più schermi TFT che mostrano le fermate successive. Da ottobre 2011 questi schermi mostrano anche il collegamento con i treni. Le informazioni di viaggio attuali possono anche essere richieste tramite un servizio SMS. Le informazioni sugli schermi TFT è controllata da Qbis, una versione modificata di Infoxx, il sistema utilizzato da Connexxion. L'autista può far funzionare il sistema con un piccolo touchscreen sul cruscotto e può vedere le fermate successive e se l'autobus sta viaggiando in orario. È possibile in oltre contattare la sala di controllo del traffico regionale.
Qbuzz utilizza le sale di controllo del traffico regionale. In questo modo, ogni concessione attraverso dei controllori del traffico, che conoscono bene la situazione in loco, possono essere gestiti e risolti in minor tempo i disservizi. Il controllo del traffico regionale di Qbuzz della concessione Southeast Fryslân è situato nella zona industriale di Azeven a Drachten. Il controllo del traffico regionale di Qbuzz della concessione Groninga / Drenthe si trova nell'ufficio della concessione a Groninga. Usando il GPS la posizione esatta del bus può essere determinata.

## Nome ed identità aziendale
Il regista Rob van Holten inizialmente aveva in mente il nome Antiloop per la compagnia di autobus. Tuttavia, questo non era adatto per il marketing.
Qbuzz può essere espresso sia nella lingua olandese Kubus che nel modo inglese Kjoe - buzz . La Q è un riferimento alla qualità. Buzz sta per bus. La doppia Z alla fine dovrebbe dare al nome un carattere contemporaneo che dovrebbe attrarre in particolare i giovani viaggiatori.
L'identità aziendale si basa sui colori della Bandiera del principe. In certe concessioni il cliente a prescritto lo stile dei mezzi.

## Attività

### Groninga / Drenthe

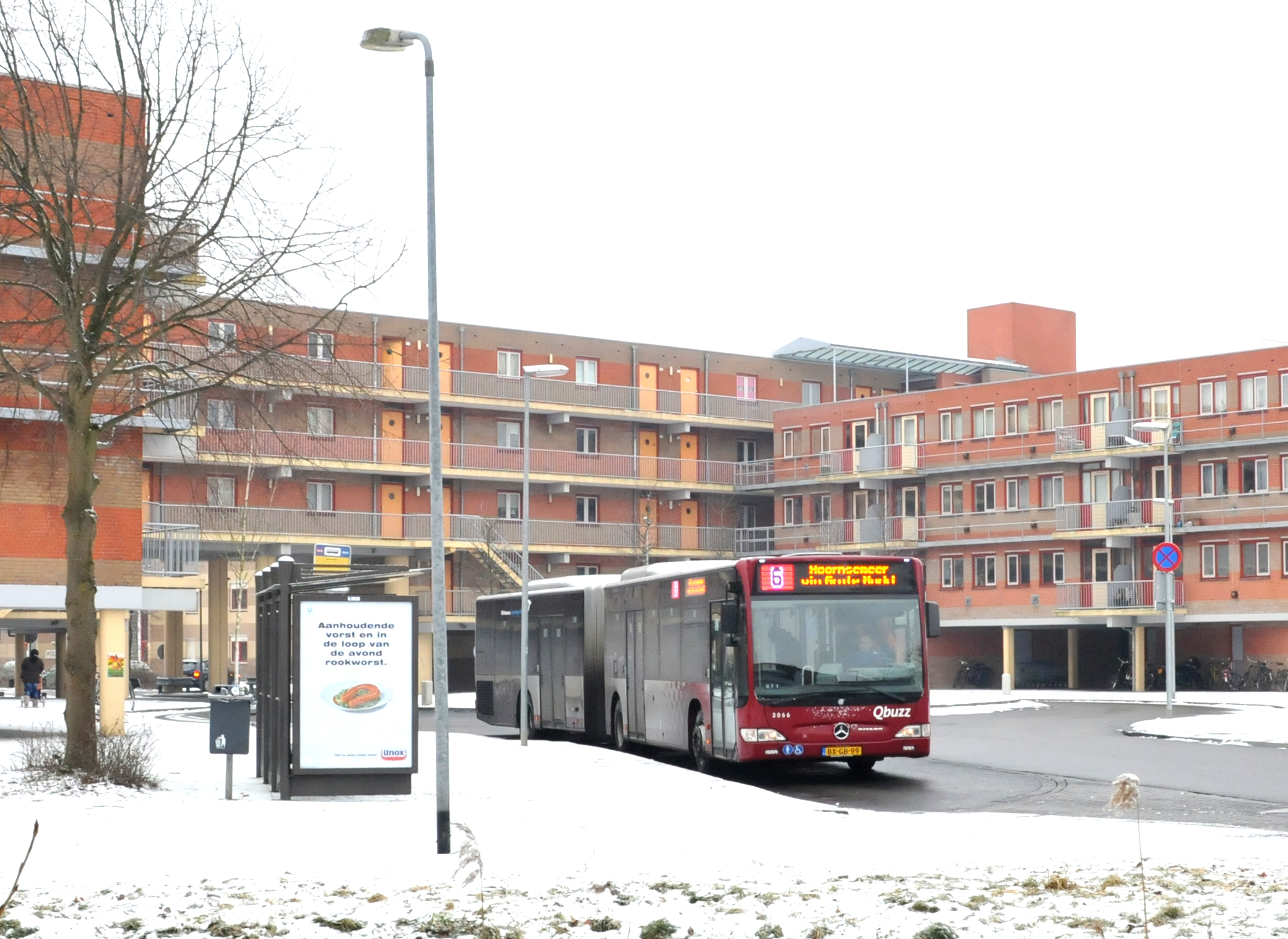
Un Citaro in servizio nella città di Groninga.

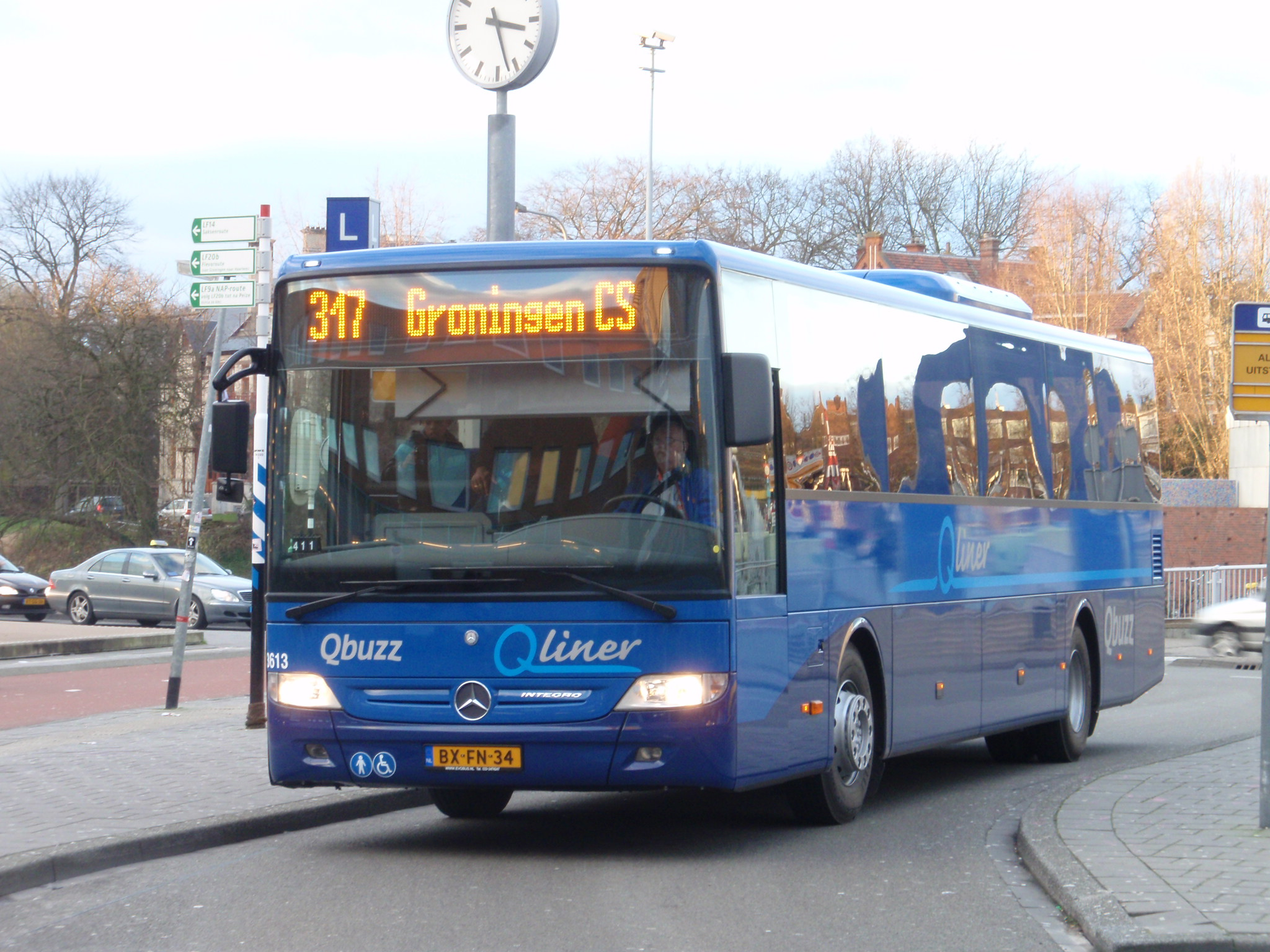
Un Mercedes-Benz Integro viene utilizzata sulle linee di autobus Qliner.

Dal 13 dicembre 2009, Qbuzz gestisce quasi tutti i trasporti urbani e regionali nelle province di Groninga e Drenthe per conto dell'Agenzia di trasporto pubblico Groninga Drenthe. Per le linee su piccola importanza, come autobus di quartiere, taxi di linea e servizi urbani a Meppel. e Hoogeveen., sono state concesse autorizzazioni separate alle compagnie di taxi locali.
Anche i concorrenti Abellio e Connexxion hanno presentato un'offerta. Arriva ha contestato la concessione a Qbuzz ma la causa è stata persa. A causa della causa, Qbuzz aveva solo tre anziché nove mesi per prepararsi alla concessione. Alla Mercedes-Benz fu affidato il compito di costruire 361 autobus. Una gran parte è riuscita a consegnarla in tempo. La carenza di mezzi è stata temporaneamente compensata da 24 autobus Mercedes-Benz usati.
Nel dicembre 2012, il contratto è stato prorogato di due anni fino a dicembre 2017 e nel dicembre 2014, il contratto è stato nuovamente prorogato fino al 14 dicembre 2019. 
Il vettore Qbuzz potrebbe continuare a fornire il trasporto in autobus per altri dieci anni tra l'8 dicembre 2019 e l'8 dicembre 2029 nella concessione Groninga-Drenthe.
Appena fuori dalla città di Groninga ci sono sette Transferium, vale a dire:
- P + R P3 / Boumaboulevard (Q-link 2, linee 12, 74, 171, 174 e 178)
- P + R Haren / A28 (Q-link 5, 6, linee 26, 27, 312 e 418)
- P + R Kardinge (Q-link 3, 4, linea 12, 61, 65, 85 e 163)
- P + R Hoogkerk (Q-link 3, 4, linea 8, 17, 85, 86, 133, 189, 304, 314, 315, 324, 335 e 417)
- P + R Reitdiep (Q-link 1, 2, linea 9 e 637)
- P + R Meerstad (Q-link 5 e linea 12)

Da questi siti, un Citybus P + R gestito da Qbuzz passava ogni 5, 10, 12 o 15 minuti durante il giorno fino al 4 gennaio 2014 . Questi servizi erano guidati con autobus articolati Mercedes-Benz Citaro . Gli autobus sulla linea 22 tra Euroborg / P3 e Haren / A28 avevano il loro stile di autobus P + R. Il P + R Citybus è stato sostituito da Q-link.
A Groninga e Drenthe, Qbuzz gestisce quattro linee di autobus con la formula Qliner e tutte iniziano e finiscono alla stazione centrale di Groninga. I Qliner guidano verso Assen (309), Emmen (300) e Stadskanaal (312). Questi sono integrati con Qliner da Arriva Touring a Bolsward (335), Drachten (304, 314, 324), Heerenveen (315, 324) ed Emmeloord (315, 324). In precedenza c'erano più Qliner, ma questi sono stati sostituiti da un collegamento ferroviario (Veendam-Groningen) e linee Qlink. Nell'estate del 2014, gran parte della flotta di Qliner è stata rinnovata. Si tratta di 26 autobus con una lunghezza di 15 metri dotati di Wi-Fi .

### Concessione dal 2019
Qbuzz ha effettuato un ordine di 160 autobus elettrici, per un valore di quasi 100 milioni di euro, lunedì 4 marzo 2019. Si tratta di 60 autobus del marchio Ebusco, 43 autobus del tipo VDL Citea; 32 pezzi SLF 120, 11 pezzi SLFA 180 e 59 autobus del tipo Heuliez GX 437 ELEC destinati a Qlink da 1 a 5, scrive FD. Qlink 6, 12 e 15 seguiranno in seguito. Sono stati installati in totale 22 punti di ricarica per questi autobus in entrambe le province. 
Qbuzz ha annunciato che desidera acquistare anche dieci autobus a idrogeno in più, in modo che non ci siano 22 ma 32 autobus a idrogeno nella zona. Questi autobus sostituiscono gli autobus alimentati a biodiesel, ma i soldi devono ancora essere resi disponibili.

### Parcheggi
I parcheggi gestiti da Qbuzz sono:
- Appingedam
- Assen
- Emmen
- Groninga.
- Bornholmstraat (fino al 2017)
- Driebond (solo e-bus, dal 2019)
- Peizerweg (dal 2017)
- Porro (fino al 2020)
- Pekela (dal 2019)
- Uithuizen (fino al 2020)
- Veendam (fino al 2020)
- Winschoten (fino al 2020)

Il parcheggio degli autobus di Bornholmstraat a Groninga si è trasferito alla fine del 2015 in una parte del sito della società di collocamento Iederz sulla Peizerweg. Il parcheggio è affittato dall'ufficio di trasporto pubblico alla compagnia di autobus Qbuzz. La costruzione è iniziata nell'aprile 2015 e il sito è stato aperto domenica 13 dicembre 2015.